# Lotte Verbeek
Lotte Verbeek (Venlo, 24 juni 1982) is een Nederlands actrice. Op het Internationaal filmfestival van Locarno won ze een Luipaard voor beste actrice voor haar rol in Nothing Personal. Daarnaast was zij voor dezelfde rol genomineerd voor het Gouden Kalf voor beste actrice.

## Biografie

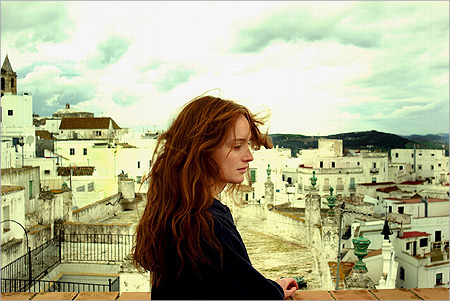
Verbeek in Nothing Personal uit 2008

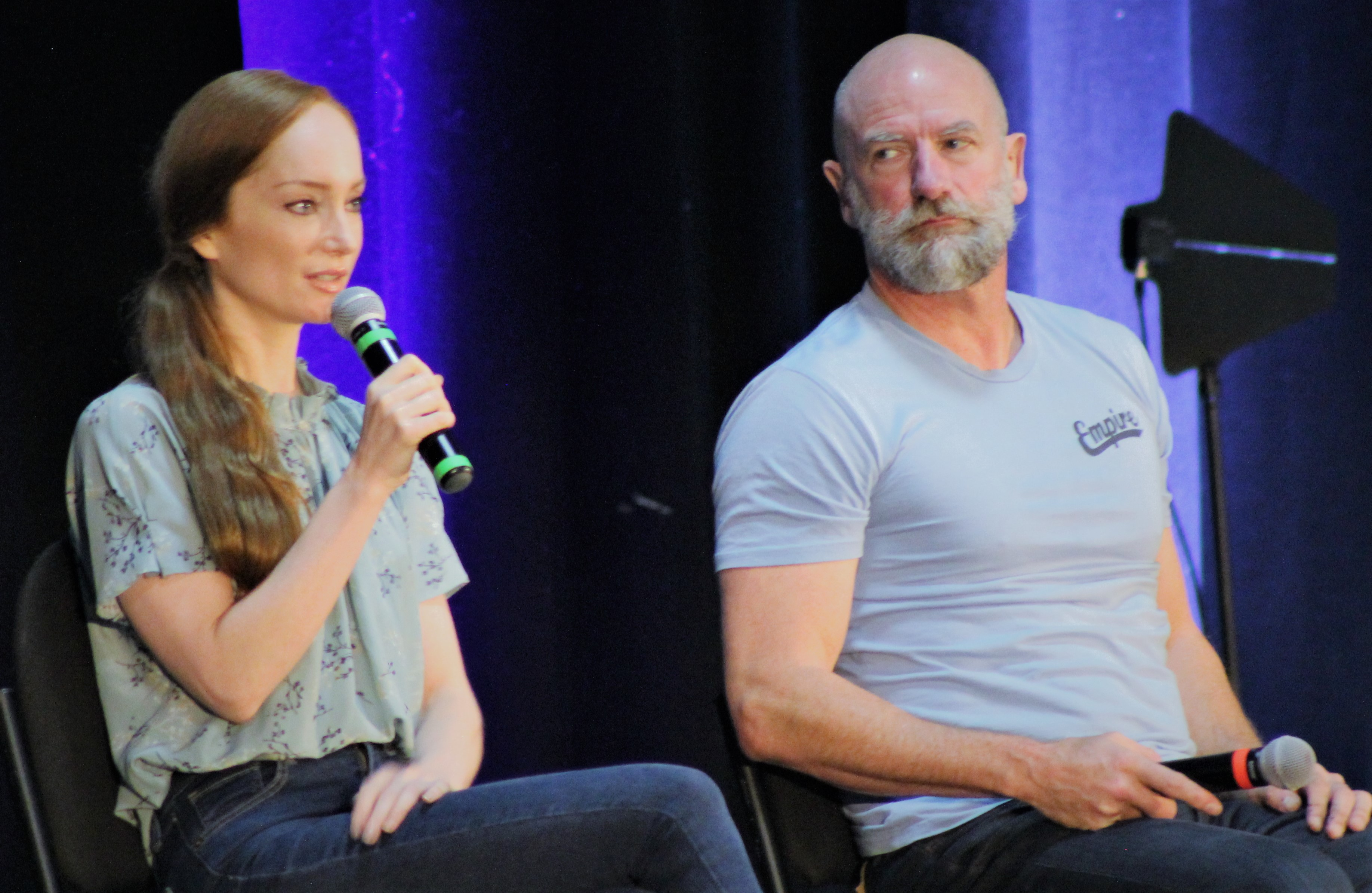
Lotte Verbeek (links) en Graham McTavish (rechts) beantwoorden vragen van fans tijdens de Outlander Convention van Creation Entertainment in New Jersey op 19 augustus 2018.

Lotte Verbeek begon haar opleiding aan de Kleinkunstacademie als danseres. Ze speelde in enkele musicals en videoclips en was actief als model. In 2005 veranderde ze van studierichting en ging de acteursopleiding volgen. In 2006 speelde ze al haar eerste rol, in de televisieserie Moes. Daarna was ze in het theater te zien als Regan in King Lear (Toneelgroep Het Vervolg, 2007).
In 2008 speelde ze haar eerste hoofdrol in de Nederlandse film Links van Froukje Tan, waarin ze vijf verschillende vrouwen moest spelen. In 2009 speelde ze de hoofdrol in Nothing Personal van Urszula Antoniak, waarvoor ze een Luipaard ontving voor Beste actrice op het Internationaal filmfestival van Locarno én Beste actrice op het Internationaal filmfestival van Marrakech in datzelfde jaar. In 2009 speelde ze een rol in het televisiedrama Barbosa van Iván López Núñez.
In 2010 speelde Verbeek Pauline van Waldeck-Pyrmont in de televisieserie De Troon. Daarnaast was ze op het toneel te zien in het theaterstuk Lollipop van Miek Uittenhout. In 2010 werd ze verkozen tot Shooting Star door de European Film Promotion op het Filmfestival van Berlijn. In hetzelfde jaar speelde ze een hoofdrol in een Italiaanse miniserie over het Nederlandse Trio Lescano: Le ragazze dello swing (De meisjes van Mussolini). In 2011 was zij te zien in de televisieserie The Borgias van Neil Jordan, als Giulia Farnese, de minnares van Rodrigo Borgia (gespeeld door Jeremy Irons). Borgia (1431-1503) werd de latere paus Alexander VI, een van de middeleeuwse katholieke kerkleiders die er een maîtresse op nahielden.
Verbeek speelde in 2014 de rol van Lidewij Vliegenthart in de film The Fault in Our Stars, een verfilming van de gelijknamige roman. Vanaf augustus 2014 is ze te zien in de rol van Geillis Duncan in de serie Outlander.
Verbeek werd ook gecast voor de rol van Helena in de film The Last Witch Hunter.
Van 2016 tot 2021 speelde Verbeek een mysterieuze Russische spion, Katarina Rostova in de Amerikaanse misdaadserie The Blacklist. Ze kwam in verschillende afleveringen voor.